# یوکیوشا
یوکیوشا (به اسپانیایی: Uqsha) یک کوه در پرو است که در Peru, Lima Region واقع شده‌است. یوکیوشا ۴٬۸۰۰ متر بالاتر از سطح دریا واقع شده‌است.